# الآمال التي نحياها
قصة المسلسل التركي الآمال التي نحياها بتركي Yeşeren Düşler , تدور أحداث المسلسل حول عائلة “كراجان” الغنية التي تملك معظم الأراضي في القرية مستغلة جهل الناس وحاجتهم، وتتصاعد الاحداث بعد عودة “يوسف” إلى القرية بعد تعليمه في اسطنبول ليعمل مدرسا ويحلم في بناء مدرسة في قريته ولكن تلك العائلة تستولى عليها وتحولها إلى مخزن أخشاب، ويسعى “يوسف” لاعادة الحقوق لاصحابها التي سلبتها عائلة “الأغا”.

## نجوم المسلسل
مثال: علي بشار بدور خليل
Nilüfer Aydan

## العمال دراما
الكاتب: Taner Tunç
المخرج: Mustafa Kartal
تاريخ إنتاج المسلسل: 12 آذار 2006
الشركة التي أنتجت المسلسل: Samanyolu
مدة عرض المسلسل: 60

## وصلات خارجية
https://www.panet.co.il/series/v1/home/444/1
https://www.elcinema.com/work/2010743/
1. ↑  "المسلسل التركي الآمال التي نحياها Yeşeren Düşler |  تركيا - ادويت". المسلسل التركي الآمال التي نحياها Yeşeren Düşler |  تركيا - ادويت. 20 أبريل 2017. مؤرشف من الأصل في 2019-12-11. اطلع عليه بتاريخ 2018-10-06.